# William Dollar

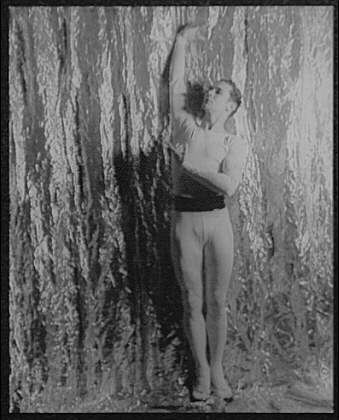
William Dollar (1935)
Photo von Carl Van Vechten

William Henry Dollar (* 20. April 1907 in St. Louis; † 28. Februar 1986 in Flourtown) war ein US-amerikanischer Balletttänzer, Ballettmeister und Choreograph.
Dollar war Schüler von George Balanchine, Michel Fokine, Michail Mordkin und Pierre Wladimirow. Er war Meistertänzer des American Ballet (1936–37), des Ballet Caravan (1936–38) und des American Ballet Caracan (1941). Seine erste choreographische Arbeit Classic Ballet (1936) entstand in Zusammenarbeit mit Balanchine, er übernahm sie 1944 als Constantia für das Ballet International. Sein 1949 für  Roland Petits Ballets de Paris choreographiertes Stück Le Combat wurde als The Duel seine bekannteste Choreographie. Zu seinen späteren Werken zählen The Leaf and the Wind (1954) und Mendelssohn Concerto (1958). Dollar arbeitete mit Ballettkompanien in Brasilien, Japan und Monte Carlo.